# Ctenus walckenaeri
Ctenus walckenaeri este o specie de păianjeni din genul Ctenus, familia Ctenidae, descrisă de Griffith, 1833. Conform Catalogue of Life specia Ctenus walckenaeri nu are subspecii cunoscute.